# Período romano de Caravaggio

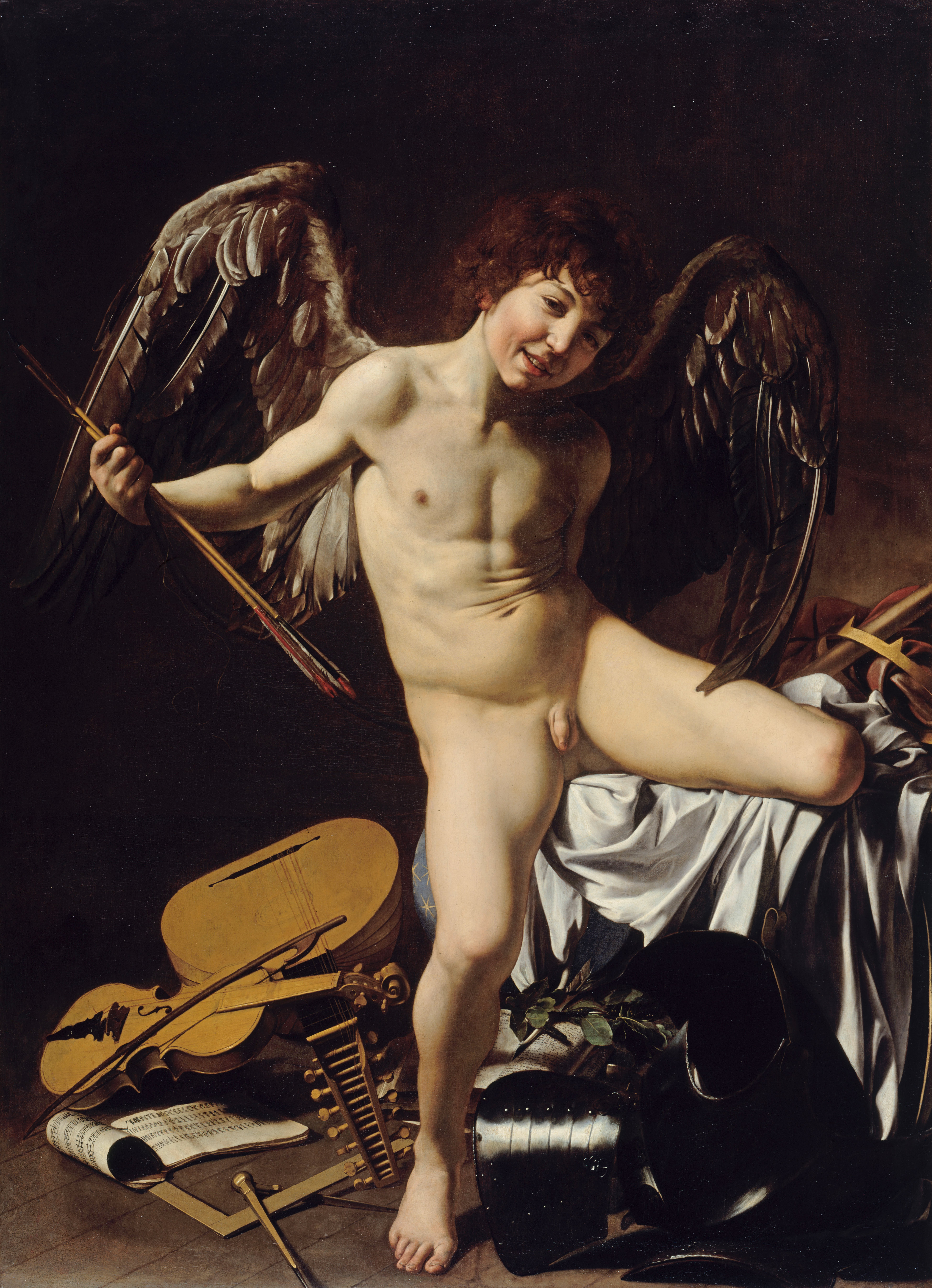
Cupido Vitorioso, uma das obras mais conhecidas que Caravaggio pintou durante a sua estadia em Roma.

O período romano de Caravaggio é o período durante o qual o pintor lombardo Miguel Ângelo Merisi, dito “ Caravaggio ", estabeleceu-se em Roma e lá obteve sucesso, até cometer um assassinato que o obrigou a fugir da cidade. A data precisa da chegada de Caravaggio a Roma não é conhecida ao certo, mas deve ter sido entre o ano de 1592 e o final do ano de 1595; por outro lado, é bem explícito que a sua partida antecipada se deu em 1606. Apesar dos seus esforços de reabilitação, nunca retornará à cidade santa : morreu em 1610, quando acabava de obter o perdão papal e iniciava a sua viagem de volta a Roma.
Durante esse período de cerca de dez anos, Caravaggio passou do completo anonimato a celebridade. A sua arte também evoluiu bastante, tanto no estilo quanto nos temas abordados. : depois de um período inicial em que produziu principalmente retratos e cenas de género, ensaiou temas mitológicos e sobretudo bíblicos ; com exceção dalguns retratos, os temas religiosos rapidamente se tornaram os seus temas favoritos, à excepção de todos os outros. Graças ao seu encontro decisivo com o Cardeal del Monte, conseguiu estabelecer-se a partir do ano de 1600 no muito exigente campo das ordens públicas para as igrejas romanas.
A partir daí a sua produção tornou-se muito procurada e bem remunerada, quer se tratasse de pinturas de cavalete destinadas a patrocinadores privados, quer de obras públicas mais monumentais. As escolhas artísticas do pintor lombardo afirmam-se e já anunciam o seu estilo posterior, aquele que corresponde então aos anos de exílio entre 1606 e 1610. Orienta-se para representações escultóricas, com contrastes pronunciados entre sombras e luz, e imbui as suas obras de uma espiritualidade cada vez mais intensa. O seu extraordinário sucesso não o impede, porém, de cair em alguns excessos e finalmente ter que deixar a cidade às pressas como um criminoso em fuga.
O catálogo preciso da produção romana de Caravaggio é objeto de debate e controvérsia entre os historiadores da arte, dependendo se certas pinturas lhe são atribuídas ou não, ou se a sua datação precisa as situa neste período ou não. Mas existe concordância entre os pesquisadores, no geral, com um corpus constituído por cerca de quarenta trabalhos conhecidos.

## Antes de Roma

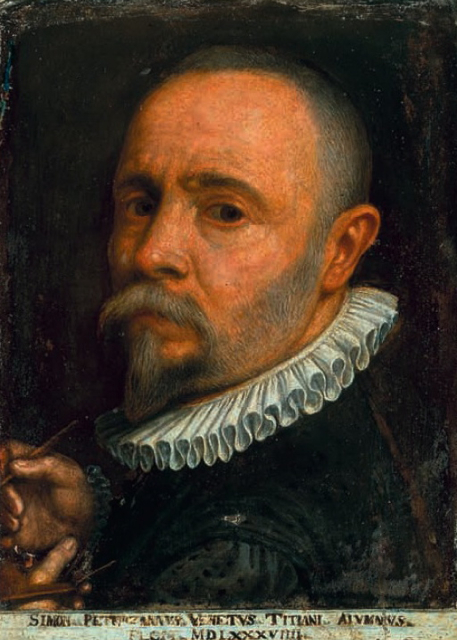
Simone Peterzano, primeiro mestre aprendiz do jovem Miguel Ângelo Merisi em Milão.
Auto-retrato, 1589

O crítico de arte Giovanni Pietro Bellori foi no século XVII um dos primeiros biógrafos de Michelangelo Merisi, mais conhecido como "Caravaggio" : em 1672 dedicou-lhe boa parte do suas Vidas de Pintores, Escultores e Arquitetos Modernos e forneceu algumas informações sobre a carreira pessoal do pintor antes de se concentrar na sua obra. Identifica a sua origem lombarda e observa com vantagem que «com o seu nascimento redobrou a glória de Caravaggio, nobre cidadela da Lombardia, pátria também de Polidoro, o famoso pintor.» Indica que o jovem Merisi trabalhou pela primeira vez com o pai em Milão em obras de alvenaria, onde desenvolveu interesse pela pintura. ; mas deve fugir de Milão, «vítima do seu temperamento atormentado e briguento», para evitar «as consequências de certas discórdias» . Bellori indica que foi então a Veneza onde descobriu e tomou como modelo o grande Giorgione ; mas não indica mais nada sobre esta estadia veneziana que deveria preceder imediatamente a sua chegada a Roma.
Pesquisa em história da arte no século XXI, confirma essas origens lombardas e estabelece que Michelangelo iniciou um aprendizado em abril de 1584 aos 12 anos, com a pintora Simone Peterzano em Milão . A permanência na oficina terminou em abril de 1588, mas não é conhecida qualquer obra possivelmente produzida por Merisi nesta época  . Existem então poucas certezas históricas, além de uma presença atestada na Lombardia em julho de 1592, após a morte da sua mãe, mas os três anos que se seguiram não estão documentados. ; talvez vá a Roma, talvez esteja de passagem por Bolonha, talvez Bellori esteja a dizer a verdade ao falar da sua estadia em Veneza  . No entanto, os historiadores da arte raramente seguem esta última hipótese e tendem a pensar que o pintor regressou a Caravaggio de 1589 a 1592, o que não exclui viagens de estudo à Lombardia durante este período . Esta questão dos lugares frequentados pelo jovem Caravaggio permanece em grande parte incerta, mas é frequentemente posto em hipótese pelos seus biógrafos que observam que o seu trabalho posterior se baseia em grande parte em várias fontes lombardas e, por vezes, venezianas .

## Primeiros passos em Roma
Na primeira metade da década de 1590, provavelmente entre 1592 e o final de 1595, Caravaggio chegou a Roma, tendo sido atestada a sua presença em março de 1596, ou mesmo já no verão de 1594 Bellori menciona esta chegada a Roma em circunstâncias desfavoráveis:
“[...] teve que permanecer sem proteção ou recomendação, incapaz de arcar com as despesas de uma maquete, sem a qual não poderia pintar, e tão desamparado que não poderia garantir a sua subsistência.»

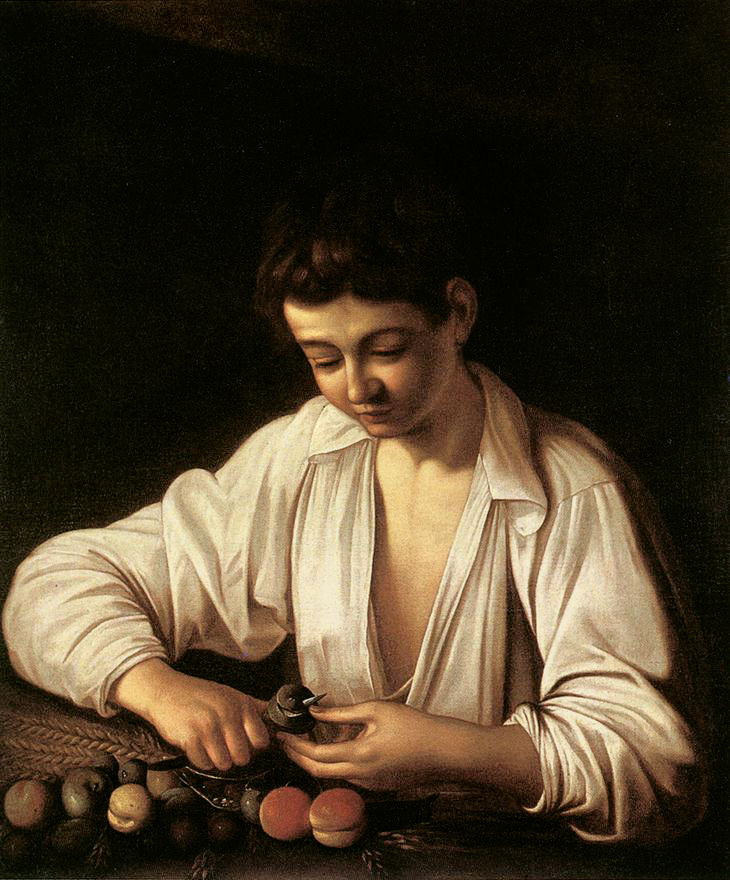
Rapaz Mordido por um Lagarto (cópia provável)
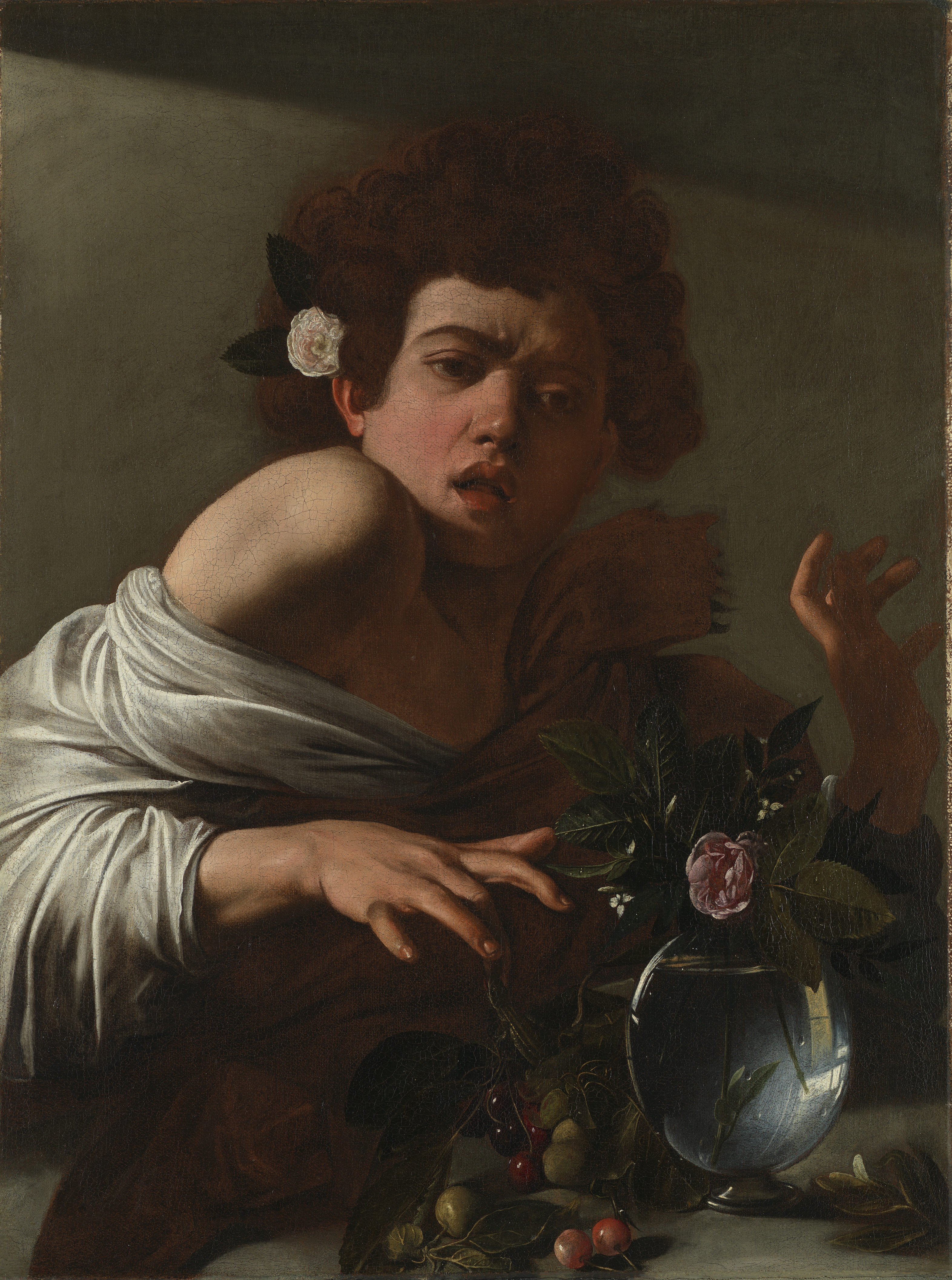
Rapaz Mordido por um Lagarto

O biógrafo prossegue indicando que Caravaggio então se juntou: «forçado pela necessidade», ao ateliê do Cavalier d'Arpin onde é responsável pelas decorações de flores e frutas. No entanto, Bellori não menciona o mestre anterior de Caravaggio, M Pandolfo Pucci, para quem fez cópias devocionais (das quais hoje não há mais vestígios) sem delas retirar muito dinheiro. Esta é a época em que produziu as suas primeiras obras conhecidas : o Rapaz Descascando Fruta e o Rapaz Mordido por um Lagarto. Conheceu o pintor Prospero Orsi, o arquitecto Onorio Longhi e talvez o pintor siciliano Mario Minniti que se tornaram amigos e que o acompanharam no seu sucesso. Conhece também Fillide Melandroni, que se torna uma cortesã de renome em Roma e servirá de modelo em muitas ocasiões. Também conheceu Fillide Melandroni, que se tornou uma cortesã renomada em Roma e serviu de modelo em muitas ocasiões .

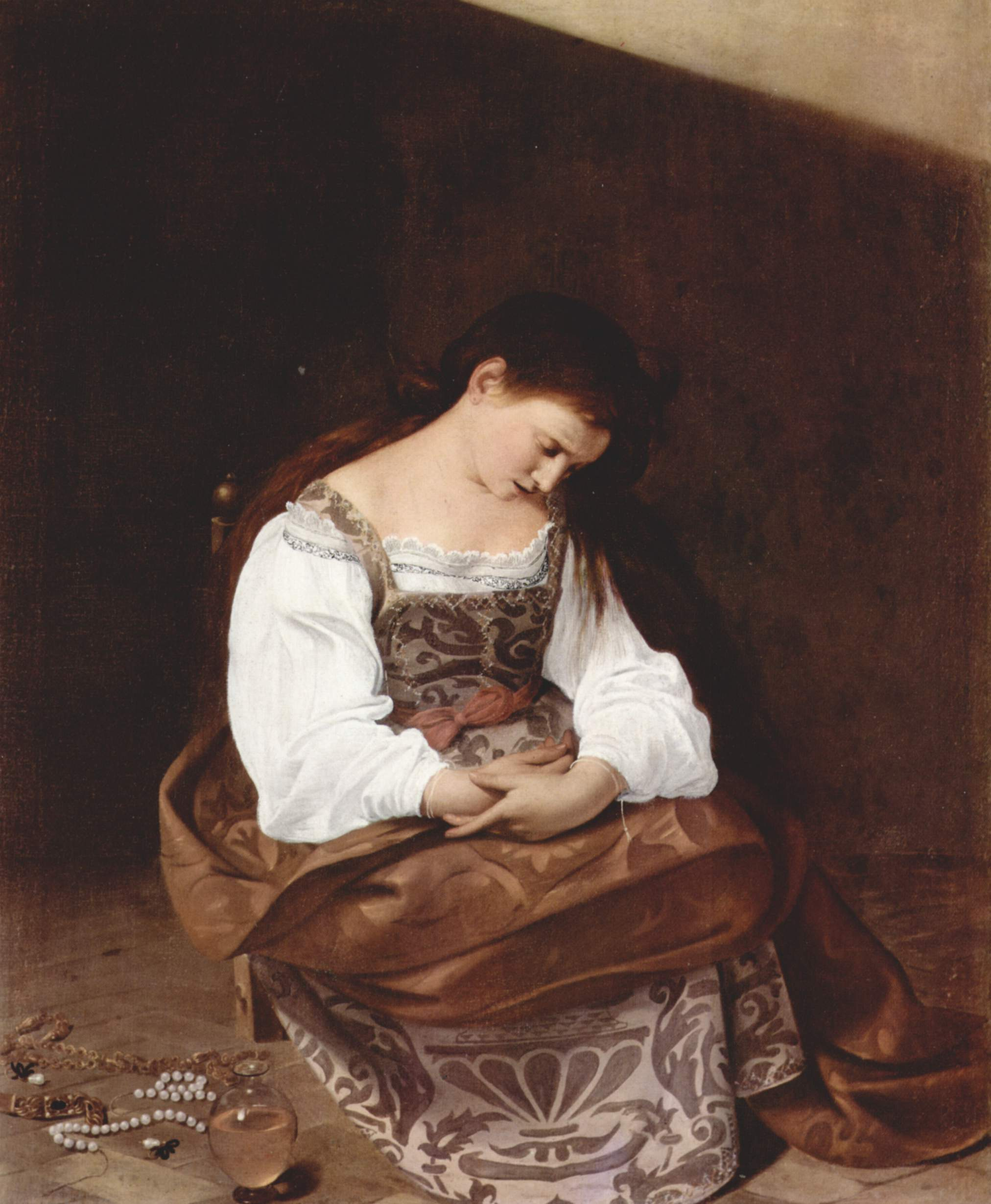
Madelena Arrependida
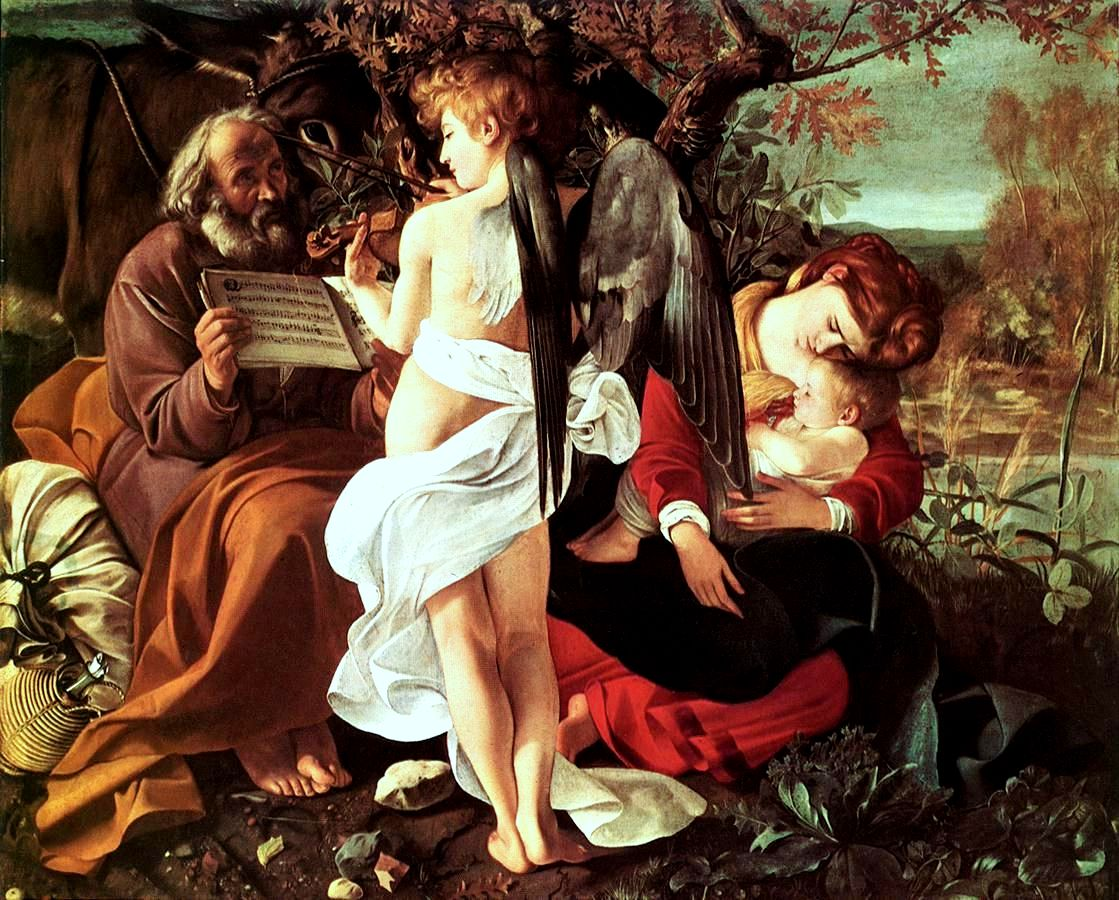
Descanso na Fuga para o Egito

Para Bellori, foi a sua saída da oficina do Cavalier d'Arpin que permitiu a Caravaggio entrar plenamente no mundo artístico romano: aproveitando uma oportunidade oferecida por Prospero Orsi, desenvolveu a sua arte com mais liberdade e Bellori dedica várias páginas muito elogiosas para indicar o seu método da época. Foi provavelmente durante a sua estadia de oito meses nesta oficina que Caravaggio produziu o Pequeno Baco Doente e o Rapaz com Cesto de Frutas (duas pinturas que foram posteriormente confiscadas nesta oficina e posteriormente encontradas na coleção do Cardeal Scipio Borghese), bem como a Cesta de Frutas que se juntará à coleção do Cardeal Frédéric Borromée. É um período favorável para a produção de pinturas de pequeno formato, destinadas a colecionadores particulares. : O Cardeal Borromeo constitui um bom exemplo, ele que é um grande admirador das obras de Jan Brueghel de Velours, cujos pequenos formatos de flores ou paisagens tiveram grande sucesso nos anos 1593-1594.
Caravaggio teve um acidente que o conduziu ao hospital da Consolação o que levou á sua saída da 'oficina do cavaleiro de Arpin', entre 1596 e 1597: foi ferido por um coice de cavalo, recebido durante uma discussão com um cavalariço. Nesta altura pintou quadros mal identificados para o prior do hospital, este que mais tarde levaria para a Sicília. Assim, na Primavera de 1597, foi viver com Dom Petrignani, onde pintou a Madalena Arrependida, bem como o Descanso durante a fuga para o Egito: estes são as suas primeiras incursões na arte com temática religiosa.

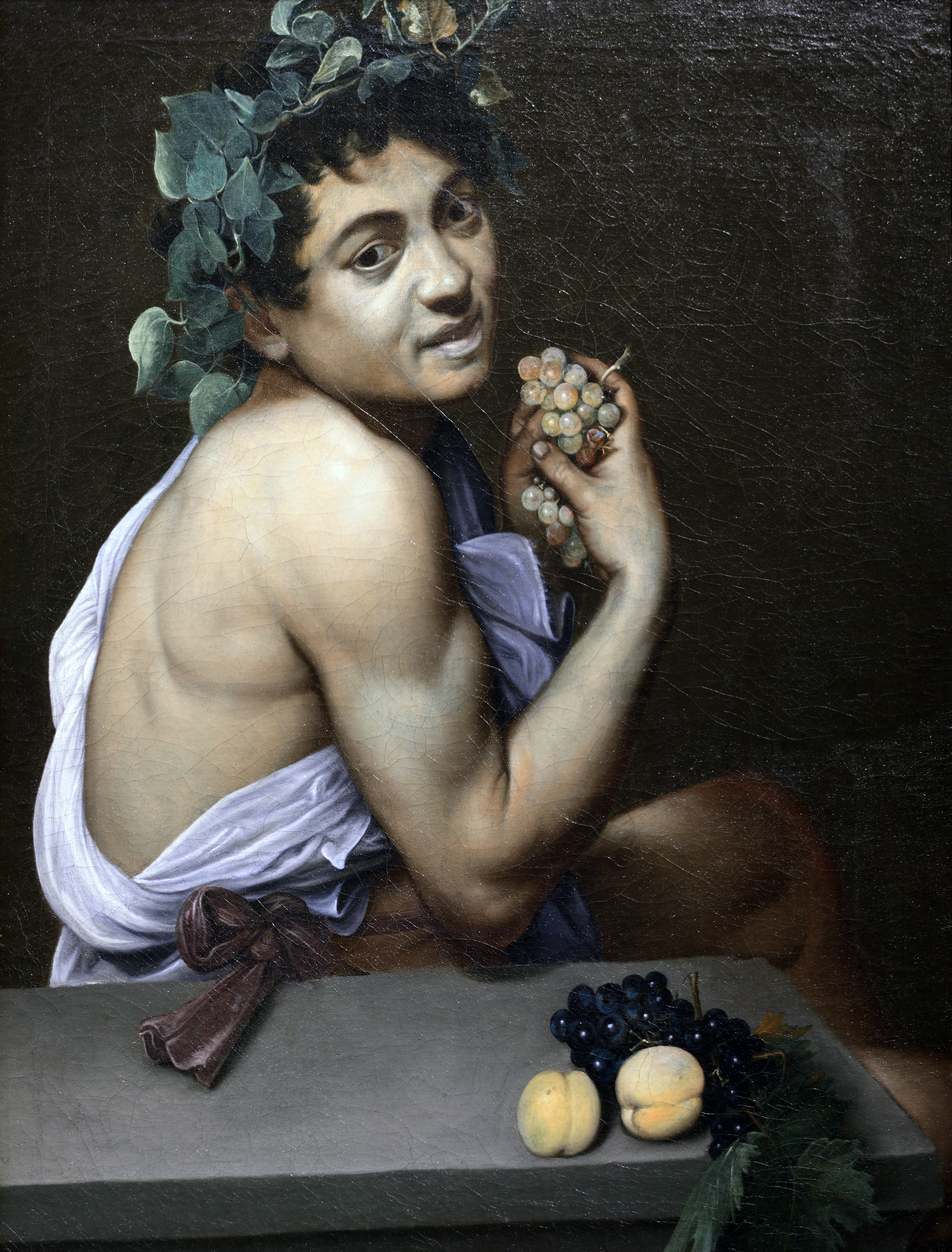
Pequeno Baco Doente

A investigação em história da arte não permite, no entanto, estabelecer com certeza a cronologia deste período em que Caravaggio ainda não tinha alcançado a fama que lhe seria dada alguns anos mais tarde. Há também uma série de hipóteses cronológicas sobre os diferentes usos de Caravaggio e os momentos precisos em que terá composto as suas primeiras obras conhecidas. Gérard-Julien Salvy propõe assim uma outra cronologia deste período romano, que se baseia mais na biografia do historiador de arte Giovanni Baglione, contemporâneo de Caravaggio: coloca os primórdios da Lombardia com um envolvimento em finais de 1592 na oficina de Lorenzo Siciliano, seguida muito rapidamente pela acomodação com Dom Pucci . Siciliano, cujo nome verdadeiro é Lorenzo Carli, é um pintor siciliano nascido em Naso, perto de Messina, e autor de obras destinadas aos sectores mais modestos do mercado. No início de 1593, Caravaggio seria contratado pelo pintor Antiveduto Grammatica perto da Igreja de San Giacomo em Augusta onde teria sido contratado para pintar cópias e onde sem dúvida produziu as suas primeiras pinturas conhecidas como o Menino mordido por um lagarto ou o Pequeno Baco doente. Seria um período ainda mais difícil porque estava internado por causa do acidente com o cavalo: Salvy identificou que o prior do hospital deverá ter sido o siciliano Giovanni Butera. Após esta estadia, Merisi entraria em Junho de 1593 ao serviço de cavalier d'Arpin para partir em Janeiro de 1594 "em difíceis circunstâncias". Foi então, segundo Baglione (biógrafo e mesmo assim inimigo declarado de Caravaggio), Dom Fantino Petrignani quem hospedou Caravaggio por um curto período antes que este último atraísse finalmente a atenção de Dom del Monte, com quem residirá durante vários anos: certamente já lá estaria em Julho 1597, e talvez já em 1595.
Qualquer que seja a verdade cronológica exata, parece, em todo o caso, que os primeiros passos de Caravaggio na cidade romana não foram lineares: conduziram-no rapidamente de um trabalho para outro, e o artista produziu ali obras que já despertam o interesse dos colecionadores. um contexto cultural muito ativo. A cidade estava então sob o domínio absoluto da Igreja, e ocupava um lugar de destaque na Europa no campo artístico; artistas e mecenas afluem para lá para estarem o mais próximo possível das novas tendências. Esta é também a época em que Caravaggio fez amizade com pessoas que seriam importantes nos anos seguintes: os pintores Mario Minniti, Prospero Orsi e o arquiteto Onorio Longhi.

## Obras
- Le Petit Bacchus malade (1593)
- Bacchus (1593-1594)
- Garçon avec un panier de fruits (1593-1594)
- Garçon mordu par un lézard (1593-1594)
- Madeleine repentante (1594)
- Le Repos pendant la fuite en Égypte (1594)
- La Diseuse de bonne aventure (version 1594 et version 1595)
- L'Extase de saint François (1594)
- Les Tricheurs (1594-1595)
- Les Musiciens (1595)
- Le Joueur de luth (version 1595-1596 et version 1596)
- Méduse (version v.1596 et version 1597-1598)
- Marthe et Marie-Madeleine (1597-1598)
- Sainte Catherine d'Alexandrie (1597-1598)
- Le Sacrifice d'Isaac (1597-1598)
- Judith décapitant Holopherne (1598-1599)
- Jupiter, Neptune et Pluton (1599)
- Tableaux de la chapelle Contarelli
  - La Vocation de saint Matthieu (1600)
  - Saint Matthieu et l'Ange (version 1599 et version 1602)
  - Le Martyre de saint Matthieu (1599-1600)
- David avec la tête de Goliath (1600-1601)
- Tableaux de la chapelle Cerasi
  - La Conversion de saint Paul (1600-1601)
  - Le Crucifiement de saint Pierre (v. 1604)
- Le Souper à Emmaüs (Londres) (1601)
- Portrait d'une courtisane (après 1601)
- L'Amour victorieux (1601-1602)
- Le Jeune Saint Jean-Baptiste au bélier (1602)
- L'Arrestation du Christ (1602)
- Saint Jean-Baptiste dans le désert (1602-1603)
- Le Couronnement d'épines (Vienne) (1602-1603)
- L'Incrédulité de saint Thomas (v. 1603)
- Portrait de Maffeo Barberini (1603 ?)
- Saint François en méditation (v. 1603 ?)
- La Mise au tombeau (1603-1604)
- La Madone des pèlerins (1604-1605)
- Le Couronnement d'épines (Prato) (v. 1604-1605)
- Le Christ au Mont des Oliviers (v.1605)
- La Madone du rosaire (1605-1606)
- La Mort de la Vierge (1605-1606)
- La Madone des palefreniers (1606)
- Saint Jérôme écrivant (Rome) (1606)
- Saint François en méditation sur le crucifix (1606)}}

### Possíveis adições
Além do catálogo de Ebert-Schifferer, vários pesquisadores contemporâneos propõem acrescentar algumas outras obras a este período romano.
- Narciso [alpha 1]
- David e Golias (versão Prado ) [26]
- Ecce homo [27]
- A Vocação de São Pedro e Santo André [28]
- São João Batista (versão Toledo) [29]
- São João Batista (versão Roma, galeria nacional de arte antiga) [30]
- São Jerônimo em meditação (Barcelona) [31]
- Retrato de Bernardino Cesari [32] , [alpha 2]
- Retrato de Giambattista Marino [33] , [alpha 3]